# Zsámánd
Zsámánd (németül: Reinersdorf, horvátul: Žamar/Samand) Szentkút településrésze, egykor önálló község Ausztriában, Burgenland tartományban, a Németújvári járásban. Horvátzsámánd (Kroatisch Reinersdorf) és Németzsámánd (Deutsch Reinersdorf) egyesülése.

## Fekvése
Németújvártól 11 km-re délkeletre a Strém jobb partján fekszik.

## Története
A települést 1452-ben "Salman" néven említik először. Ugyanebben az alakban említik az oklevelek 1482-ben, 1494-ben és 1496-ban is. 1631-ig "Zaalmar, Sarmar, Samar" alakban fordul elő a korabeli forrásokban.
1532-ben felégette a török. 1548-ban 11, 1576-ban 14, 1588-ban 21, 1599-ben 23, 1634-ben 24 portát számláltak a településen. 1662-ben a Batthyányak birtokfelosztása után Horvát- és Németzsámándra oszlott. A két községrészt csak 1860-ban egyesítették újra. 1698-ban Szentkút plébániájáhaz tartozott. Az 1750-es Batthyány-urbárium szerint Németzsámádon a Stoisits, Grohotolszky, Bier, Deutsch, Marx és Pfeiffer családoknak voltak házaik. A horvátajkú településen az egyházi feljegyzések szerint a Domasics, Obradovicz, Sovjaz, Frencz, Kovacs, Knazar és Joka családok éltek. 1787-ben 33 háza volt 219 lakossal. 1828-ban 45 háza és 319 lakosa volt. A falu első ismert tanítója az 1847-ben említett Johann Fabiankovits volt. 1857-ben 79 házban 416 lakos élt a településen.
Vályi András szerint "Horvát Zsamánd, Német Zsamánd. 2 falu Vas Várm. földes Uraik több Urak, lakosaik katolikusok, ’s másfélék is, fekszenek Sz. Kútnak szomszédságában, mellynek filiaji; határbéli földgyeik meglehetősek.."
Fényes Elek szerint "Horvát-Zsamánd, Crobotisch Reimersdorf, horvát f. Vas vgyében, a németujvári uradalomban, 172 kath. lak. Német-Zsamánd, német falu Vas vmegyében, szinte a németujvári uradalomban, 184 kath. lak.."
Vas vármegye monográfiája szerint "Zsámánd házainak száma 101, lélekszám 596. Lakosai horvátok és németek, vallásuk r. kath. és ág. ev. Postája Strém, távírója Német-Ujvár. Birtokosai herczeg Batthány Fülöp és gróf Batthyány Zsigmond. A németujvári uradalomhoz tartozott."
1910-ben 528, többségben horvát lakosa volt, jelentős német kisebbséggel.
A trianoni békeszerződésig Vas vármegye Körmendi járásához tartozott. A békeszerződések Ausztriának ítélték és Burgenland tartomány része lett. 1825-ben megalakult az önkéntes tűzoltóegylet. Lakosságának többsége még 1929-ben is horvát volt. 1966-ban bezárták az iskolát. 1971-ben Zsámándot közigazgatásilag Szentkúthoz csatolták. 1980-ban népdalkör alakult a településen. 2001-ben 206 lakosa volt.

## Nevezetességei
- Urunk Mennybemenetele tiszteletére szentelt római katolikus temploma.
- Az egykori katolikus népiskola épülete.

## Külső hivatkozások
- Zsámánd a dél-burgenlandi települések honlapján
- Szentkút a dél-burgenlandi települések honlapján
- Várszentmiklós honlapja
- A burgenlandi települések történeti lexikona